# Революционное лето
Революционное лето (англ. Revolution Summer) — общественное движение на хардкор-панк-сцене Вашингтона, округ Колумбия, возникшее летом 1985 года. Группам, участвовавшим в этом движении, ретроспективно приписывают развитие таких поджанров панка, как пост-хардкор и эмо.

## Предыстория и создание
С конца 1970-х по начало 1980-х годов в Вашингтоне, округ Колумбия, существовало процветающее сообщество хардкор-панков. Недолговечная сцена является одной из самых влиятельных в Соединённых Штатах. Bad Brains оказали раннее влияние на скорость хардкор-панка, а этика Straight edge принесла свои плоды благодаря Minor Threat. К 1984 году сцена была наводнена насилием; скинхеды приходили на концерты хардкор-панка в Вашингтоне, чтобы подраться. Шоу переросли в вандализм.
Сплочённое сообщество вокруг лейбла Dischord Records, которое помогло создать сцену, решило покинуть её и создать новую альтернативную музыкальную сцену в городе. Эта сцена должна была быть более осведомлена о сексизме традиционной панк-сцены, она поддерживала права животных и вегетарианство, а также выступала против моша и насилия на концертах. Группы, связанные с Революционным летом, включают Rites of Spring, Embrace, Dag Nasty, Gray Matter, Kingface, Soulside, Fire Party и Beefeater. Участники групп, участвовавших в Революционном лете, впоследствии стали частью коллектива Fugazi.